# Владимир Димитров (шахматист)
Вижте пояснителната страница за други личности с името Владимир Димитров.
Владимир Иванов Димитров е български шахматист, роден на 11 април 1968 г. в София.
Владимир Димитров е гросмайстор от 1992 г. Завършва английска гимназия „В. Левски“ в Правец и специалност инструктор по шахмат в школа „Чавдар“ при ЦСКА. Започва да се занимава с шах на 13-годишна възраст под ръководството на баща си Иван Димитров.
През 1993 г. достига  212-то място в световната ранглиста.

## Участия на шахматни олимпиади
| Година | Организатор | Отбор    | Класиране (отборно) | Дъска         |
| 1994   | Москва      | България | 5                   | Първа резерва |
| 1996   | Ереван      | България | 9                   | Четвърта      |